# Aloe repens
Aloe repens é uma espécie de liliopsida do gênero Aloe, pertencente à família Asphodelaceae.